# های توینتون
های توینتون (به انگلیسی: High Toynton) یک روستا و محله مدنی در بریتانیا است که در لیندسی شرقی واقع شده‌است.
این روستا جمعیت چندان زیادی را ندارد و تقریبا می توان گفت همه یکدیگر رو به خوبی میشناسند!!